# Czamanske Ridge
Czamanske Ridge är en bergstopp i Antarktis. Den ligger i Västantarktis. Argentina och Storbritannien gör anspråk på området. Toppen på Czamanske Ridge är 937 meter över havet.
Terrängen runt Czamanske Ridge är huvudsakligen kuperad, men österut är den bergig. Trakten är obefolkad. Det finns inga samhällen i närheten. 